# Draft NBA 1959
Il Draft NBA 1959 si è svolto il 31 marzo 1959 a Cincinnati, Ohio, in 14 turni in cui furono scelti 91 giocatori dalle 8 squadre. Questo draft incluse due futuri membri della Basketball Hall of Fame, Wilt Chamberlain e Bailey Howell.

## Scelta territoriale
|  | = All-Star     |
|  | = Hall of Fame |

| Scelta | Giocatore        | Nazionalità | Squadra NBA           | Scuola/ex squadra |
| ------ | ---------------- | ----------- | --------------------- | ----------------- |
|        | Wilt Chamberlain | Stati Uniti | Philadelphia Warriors | Kansas            |
|        | Bob Ferry        | Stati Uniti | St. Louis Hawks       | St. Louis         |

## Giocatori scelti al 1º giro
| Scelta | Giocatore     | Nazionalità | Squadra NBA        | Scuola/ex squadra    |
| ------ | ------------- | ----------- | ------------------ | -------------------- |
| 1      | Bob Boozer    | Stati Uniti | Cincinnati Royals  | Kansas State         |
| 2      | Bailey Howell | Stati Uniti | Detroit Pistons    | Mississippi State    |
| 3      | Tom Hawkins   | Stati Uniti | Minneapolis Lakers | Notre Dame           |
| 4      | Dick Barnett  | Stati Uniti | Syracuse Nationals | Tennessee State      |
| 5      | Johnny Green  | Stati Uniti | New York Knicks    | Michigan State       |
| 6      | John Richter  | Stati Uniti | Boston Celtics     | North Carolina State |

## Giocatori scelti al 2º giro
| Scelta | Giocatore        | Nazionalità | Squadra NBA           | Scuola/ex squadra |
| ------ | ---------------- | ----------- | --------------------- | ----------------- |
| 7      | Tom Robitaille   | Stati Uniti | Detroit Pistons       | Rice              |
| 8      | Don Goldstein    | Stati Uniti | Detroit Pistons       | Louisville        |
| 9      | Joe Ruklick      | Stati Uniti | Philadelphia Warriors | Northwestern      |
| 10     | Rudy LaRusso     | Stati Uniti | Minneapolis Lakers    | Dartmouth         |
| 11     | Bumper Tormohlen | Stati Uniti | Syracuse Nationals    | Tennessee         |
| 12     | Alan Seiden      | Stati Uniti | St. Louis Hawks       | St. John's        |
| 13     | Cal Ramsey       | Stati Uniti | St. Louis Hawks       | NYU               |
| 14     | Gene Guarilia    | Stati Uniti | Boston Celtics        | George Washington |

## Giocatori scelti al 3º giro
| Scelta | Giocatore         | Nazionalità | Squadra NBA           | Scuola/ex squadra |
| ------ | ----------------- | ----------- | --------------------- | ----------------- |
| 15     | Mike Mendenhall   | Stati Uniti | Cincinnati Royals     | Cincinnati        |
| 16     | Gary Alcorn       | Stati Uniti | Detroit Pistons       | Fresno State      |
| 17     | Jim Hockaday      | Stati Uniti | Philadelphia Warriors | Memphis State     |
| 18     | Bobby Smith       | Stati Uniti | Minneapolis Lakers    | West Virginia     |
| 19     | Jon Cincebox      | Stati Uniti | Syracuse Nationals    | Syracuse          |
| 20     | Bob Anderegg      | Stati Uniti | New York Knicks       | Michigan State    |
| 21     | Hank Stein        | Stati Uniti | St. Louis Hawks       | Xavier (OH)       |
| 22     | Ralph Crosthwaite | Stati Uniti | Boston Celtics        | Western Kentucky  |

## Giocatori scelti nei giri successivi con presenze nella NBA, nella ABA o nella ABL
| Scelta | Giocatore     | Nazionalità | Squadra NBA           | Scuola/ex squadra |
| ------ | ------------- | ----------- | --------------------- | ----------------- |
| 24     | George Lee    | Stati Uniti | Detroit Pistons       | Michigan          |
| 27     | Paul Neumann  | Stati Uniti | Syracuse Nationals    | Stanford          |
| 28     | Johnny Cox    | Stati Uniti | New York Knicks       | Kentucky          |
| 29     | Lee Harman    | Stati Uniti | St. Louis Hawks       | Oregon State      |
| 32     | Tony Windis   | Stati Uniti | Detroit Pistons       | Wyoming           |
| 35     | Roger Taylor  | Stati Uniti | Syracuse Nationals    | Illinois          |
| 37     | Nick Mantis   | Stati Uniti | St. Louis Hawks       | Northwestern      |
| 55     | Chuck Curtis  | Stati Uniti | Detroit Pistons       | Pacific Lutheran  |
| 56     | Dave Gunther  | Stati Uniti | Philadelphia Warriors | Iowa              |
| 77     | John Barnhill | Stati Uniti | St. Louis Hawks       | Tennessee State   |